# باغستان سنتی قزوین

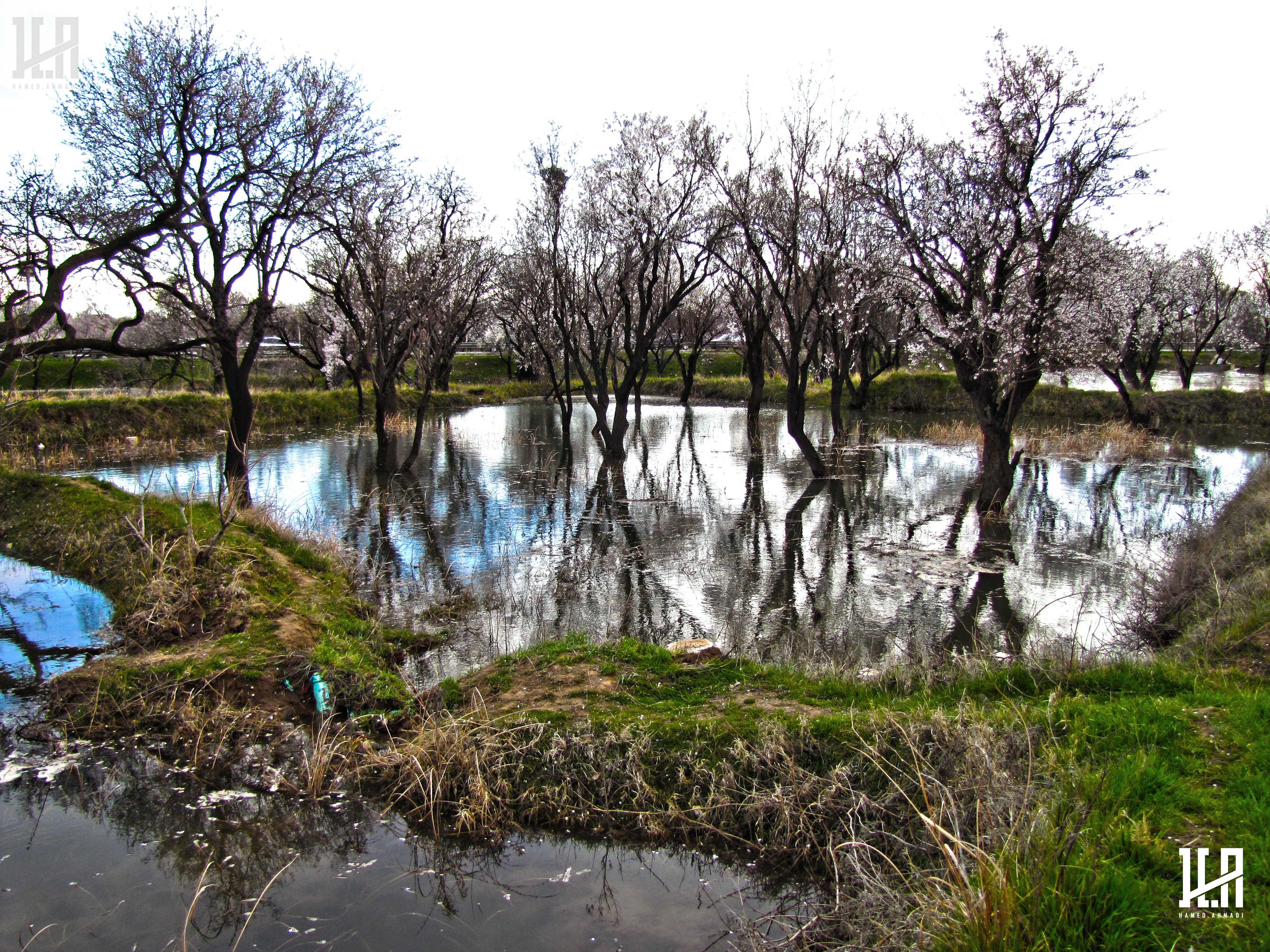
باغستان سنتی قزوین در فصل بهار

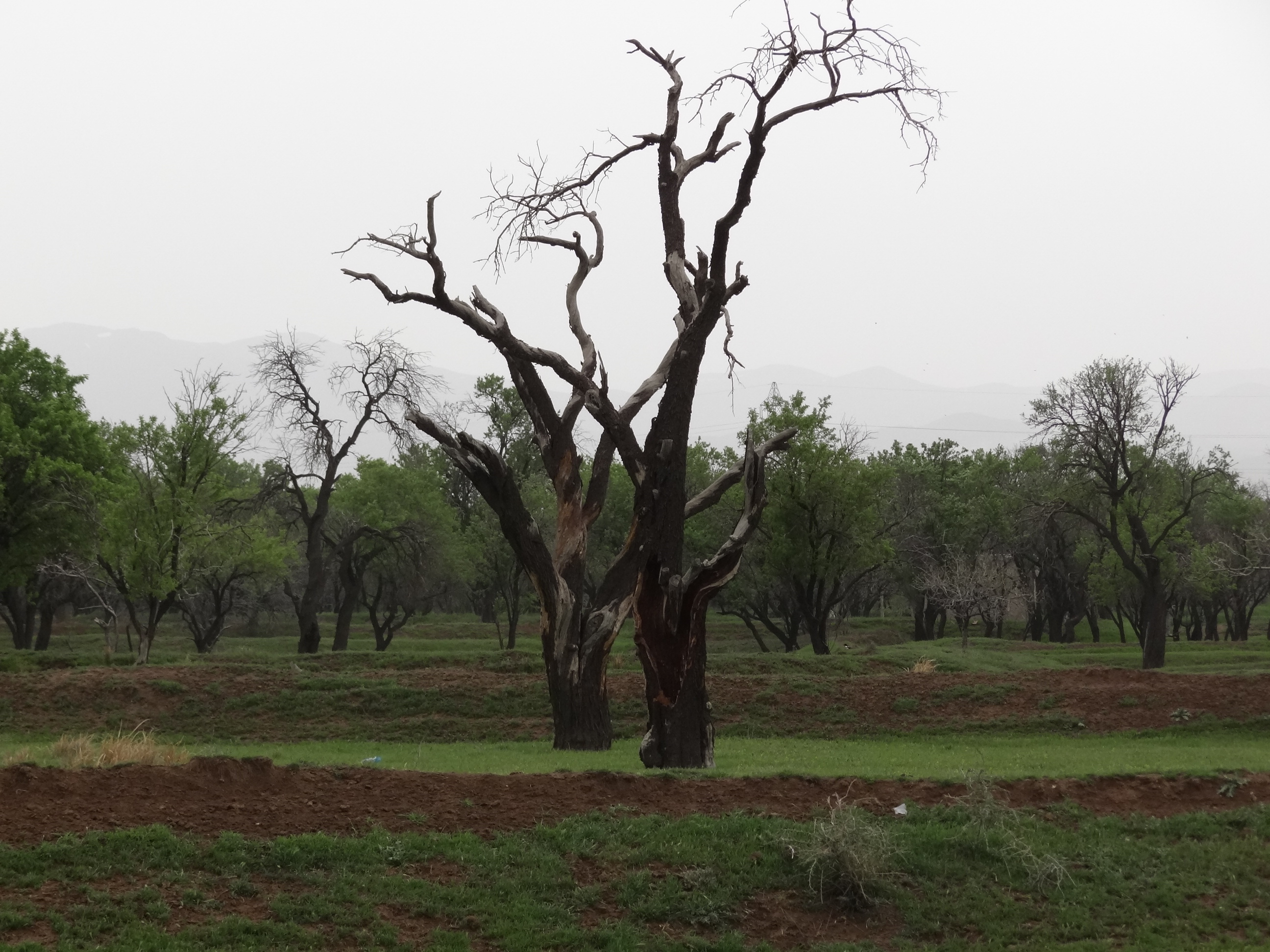
باغستان سنتی قزوین در معرض خطر.

باغستان سنتی قزوین به مجموعه باغ‌هایی گفته می‌شود، که نیمه جنوبی و شرقی و غرب شهر قزوین را دربر گرفته است. این باغات بیش از ۲۷۸۰ هکتار وسعت دارند و در گذشته گرداگرد شهر را فرا گرفته بودند.

## پیشینه
شهر قزوین تا چند دههٔ پیش در حلقهٔ سبزی از انبوه درختان بادام و پسته و بوته‌های انگور قرار داشت. باغستان سنتی، که قدمت آن به استناد تاریخ مکتوب به بیش از هزار و صد سال و به گمان بسیاری به دوران ساسانی می‌رسد، به وسعت حدود ۴۰۰۰ هکتار شهر را دربر گرفته بود.
نقشه‌ای که از شهر قزوین و باغستان در سال ۱۹۱۵ میلادی ترسیم شده است، نشان می‌دهد که ۱۰۰ سال پیش مساحت باغستان در گرداگرد قزوین، حدود شش برابر مساحت شهر بوده است. این در حالی است که بر اثر توسعهٔ بدون برنامه و نامتوازن شهر، جمعیت قزوین در دهه‌های اخیر چندین برابر شده و وسعت باغستان تقریباً به نصف، تقلیل یافته است.
یکی از مشهورترین ارجاعات تاریخی در این مورد، مربوط به سفرنامهٔ ناصرخسرو است که قزوین را «شهری در میان باغ» توصیف می‌کند. 
باغستان بسیار داشت؛ بی دیوار و خار و هیچ مانعی از دخول در باغات نبود.
باغستان، همچنین مجموعه‌ای ارزشمند از رفتارها و سنن مردم این سرزمین را در خود جای داده است. به عبارت دقیق‌تر، باغستان به عنوان اساسی‌ترین عنصر اکوسیستم قزوین، رفتار انسان‌ها را در این منطقه شکل داده و هویت اجتماعی مردمان قزوین را رقم زده است و به همین اعتبار در سال ۱۳۹۳ در فهرست آثار ملی به ثبت رسید و در مسیر ثبت جهانی قرار دارد.

## آبیاری سیلابی
در مناطق خشک و نیمه خشک جهان از جمله ایران، بهره‌برداری از سیلاب، یکی از راه‌های متداول تأمین آب برای کشاورزی بوده و نقش مؤثری در تغذیه آب‌های زیرزمینی، تثبیت خاک آبرفتی و احیا و تقویت پوشش گیاهی دارد. باغستان سنتی قزوین نمونه‌ای از سامانه‌های پخش سیلاب با قدمتی بیش از هزار سال است. شهر قزوین در دامنه کوهپایه‌های البرز و بروی مخروط افکنه رودخانه‌های فصلی واقع شده و باغات بدون حصار باغستان به عنوان بزرگ‌ترین آبخوان منطقه و سامانه کارآمد پخش سیلاب به صورت حلقه سبزی برای حفاظت از شهر در برابر سیلاب این رودخانه‌ها احداث شده است. این باغات علیرغم تخریب و کاهش سطح قابل توجه، همچنان در سه طرف شهر به وسعت ۲۵۰۰ هکتار وجود دارد. آبیاری سیلابی منحصر به فرد باغستان، موجب تثبیت مرتب و مداوم خاک‌های حاصلخیز آبرفتی و نیز تغذیه سفره‌های آب زیرزمینی می‌شود. باغات به صورت حوضچه‌هایی در کنار هم قرار گرفته و با مرزهایی به ارتفاع حدود یک متر از هم جدا می‌شوند. در فصل بارندگی، باغات به نوبت تا ارتفاع کرت‌ها پرآب شده که این آب به مرور در خاک نفوذ می‌کند. درختان بادام و پسته باغستان و بوته‌های انگور با یک و حداکثر دوبار آبیاری در ماه‌های با میزان تبخیر بسیار پایین، به حیات خود ادامه داده و بهره‌وری اقتصادی دارند. سیستم بومی مدیریت آب باغستان سنتی قزوین در فهرست آثار ناملموس ملی به ثبت رسیده است. بنابراین، سیستم آبیاری باغستان را سیلابی می‌خوانند.
در گذشته این باغات به وسیلهٔ آب ۵ رودخانه به نام‌های ارنزک، دیزج، وشته، دلی چای و زویار آبیاری می‌شد. هر کدام از این رودخانه‌ها بخشی از باغستان سنتی را سیراب می‌کرد؛ ولی اکنون به علت توسعهٔ شهر و برداشت آب این رودخانه‌ها، توسط روستاهای بالادست، باغستان‌های سنتی قزوین با مشکل کم‌آبی رو به روست. شهرداری قزوین به همین دلیل در سال اقدام به ایجاد سازمان باغستان‌ها نمود تا با رسیدگی، مشکلات این باغ‌ها را حل کند.
آب رودخانه‌ها بر اساس طومارهایی که از زمان‌های بسیار قدیم (۷۰۰ سال قبل) مکتوب است، بین فندها و محلات (تقسیمات محلی) تقسیم می‌شوند. دخوها و باغبان‌ها که امین مردم هستند باغ‌ها را به رسم قدیم و بر اساس عرف و سنت آبیاری می‌کنند.
در کتاب مینودر در رابطه با آبیاری باغستان‌ها اینگونه آمده است: این باغ‌ها آبشان از دو رودخانه‌ای است که به نام «دیزه» (دیزج) و ارنزک خوانده می‌شود و از دره‌های شمالی و سرچشمهٔ آنها از کوه‌های شمالی قزوین است. پس از آنکه برف‌ها شروع به آب شدن کرد و ریزش باران آغاز شد، آب در دو رودخانه دیزج و ارنزک جاری گردیده و روی طوماری که دست دهخدایان و مالکین است به «فندها» و «سامانها» تقسیم گردیده و به هر باغی حقابه او داده می‌شود، این عمل تا هفتاد روز بعد از عید نوروز همچنان ادامه دارد، باغبانان و دهخدایان موظف و مسئولند که تمام باغ‌های حوزه مسئولیت خود را مشروب کنند. با اینکه اشجار و تاکستانهای قزوین سالی یک مرتبه به شرحی که گذشت آب می‌خورند خوشبختانه همیشه سرسبز و شاداب می‌باشند.

## اقتصاد
در گذشته وجود باغستان‌های سنتی در اقتصاد شهر قزوین بسیار پراهمیت بوده است، به‌طوری‌که دهخدا که یکی از مشاهیر به نام قزوین است، لقب «دخو» را به عنوان تخلص ادبی خود برمی‌گزیند. «دخو»، در اصل یک واژه قزوینی و به معنای نگهبان آب است؛ و به کسی گفته می‌شده که مسئولیت آبیاری باغات را بر عهده داشته است.
ثبت جهانی نظام‌های میراث کشاورزی ایران در «جیاس» فائو، به حمایت و توسعه این نظام‌ها برای ایجاد منافع و بهره‌مندی جوامع محلی کمک می‌کند. بر اساس مطالعات انجام شده، محصولاتی که نشان یا لوگوی جیاس را داشته باشند در بازارهای جهانی تا ۵ برابر قیمت به فروش می‌رسند.

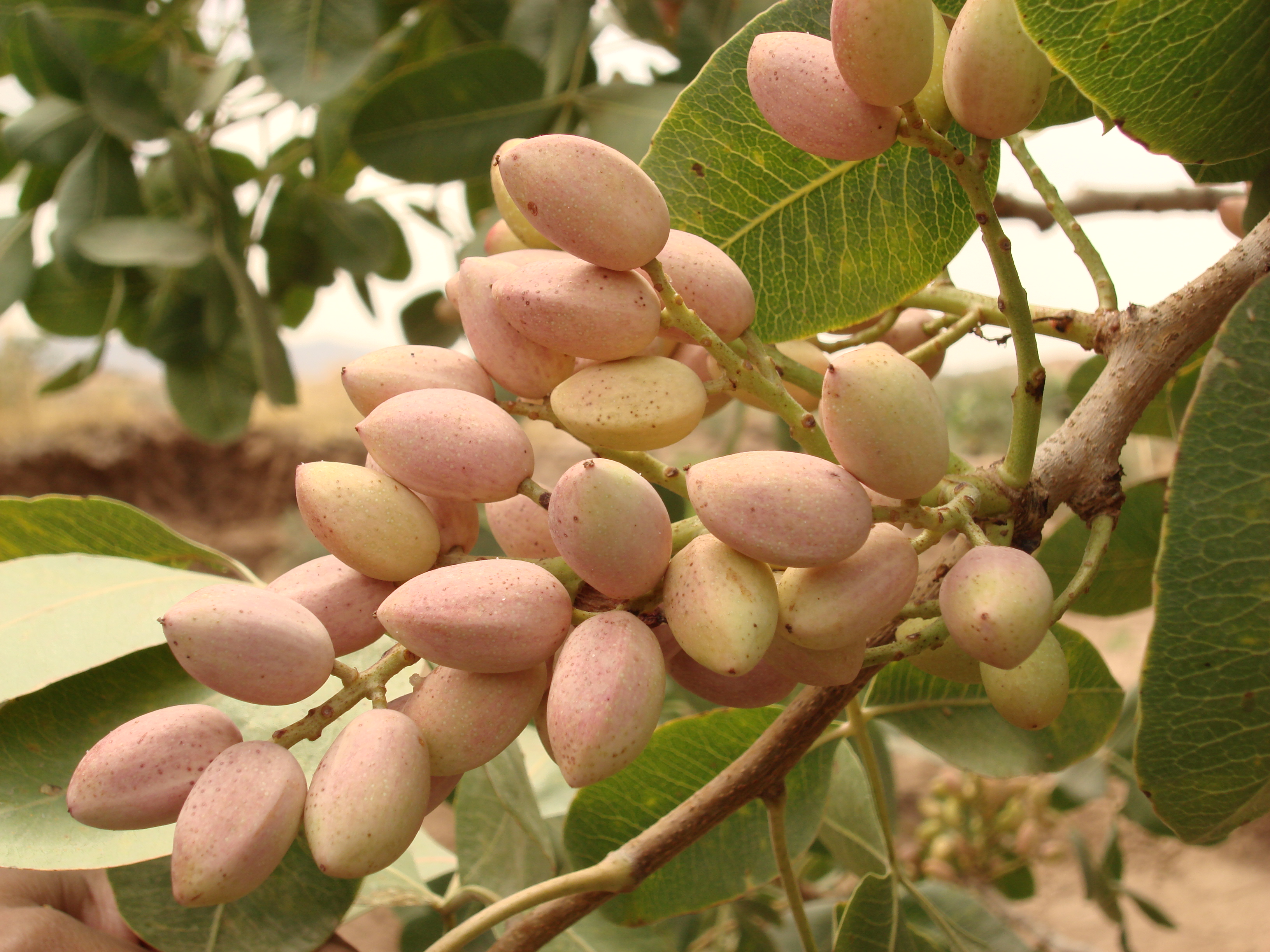
پسته، از محصولات باغستان‌های سنتی قزوین

### محصولات
عمده محصولات این باغستان‌ها، پسته، بادام، انگور و قیسی است. کم‌وبیش گوجه، سیب، هلو و توت و گردو هم یافت می‌شود. درختان گردو در قسمتهایی از باغستان که در گذشته آب نسبتاً بیشتری داشته‌اند دیده می‌شود.

## ثبت جهانی
باغستان سنتی قزوین به‌عنوان یکی از نظام‌های میراث کشاورزی مهم جهانی (جیاس) وابسته به سازمان خواروبار و کشاورزی جهانی (فائو) در فهرست جیاس GIAHS: Globally Important Agricultural Heritage Systems قرار دارد و در سال ۱۴۰۲ شمسی به ثبت جهانی رسیده است. «انجمن توسعهٔ حیات شهر» قزوین (انجمن مردم‌نهاد و فعال در حوزهٔ حفاظت از باغستان سنتی قزوین) در فرایندی چندساله و به‌صورت داوطلبانه پروپوزال باغستان سنتی قزوین را برای ثبت در جیاس تهیه کرد که پس از دو مرحله داوری این پروپوزال توسط هیئت داوران جیاس، در آخرین مرحله از فرایند ثبت در جیاس، نمایندهٔ فائو در تاریخ ۲۷ و ۲۸ شهریور ۱۴۰۲ از قزوین و باغستان سنتی این شهر بازدید کرد. در تاریخ ۱۹ آبان ۱۴۰۲ خبر قطعی ثبت باغستان سنتی قزوین در فهرست جیاس سازمان فائو اعلام شد.

### نقش باغستان در شاخص هوای پاک
با توجه به قرار گرفتن قزوین در کنار شهرک‌های صنعتی آلاینده از یک سو و کانون‌های تولید ریزگرد از سوی دیگر، باغستان سنتی مهم‌ترین عامل محافظتی شهر در برابر این تهدیدهاست. باغستان، کمربند سبزی است که قزوین را دربرگرفته و ریهٔ شهر قزوین به حساب می‌آید. منطقه بویین‌زهرا مهم‌ترین کانون تولید ریزگرد در استان قزوین است. خوشبختانه بخش جنوبی باغستان، آبادترین قسمت آن است و مانند سپری در برابر این بخش از ریزگردها ایستاده است. اگر باغستان سنتی به روند تخریب خود ادامه دهد، به زودی قزوین دیگر مکان امنی برای زندگی نخواهد بود و مردم شهر و شهرهای اطراف، در معرض انواع تهدیدهای سلامت قرار خواهند گرفت.

### تأثیر باغستان در دمای منطقه
طبق برآوردها، ۲۸۷۰ هکتار باغات سنتی در سه طرف شهر، دمای شهر را حدود ۴ تا ۶ درجه کاهش می‌دهد. در فصول گرم این میزان کاهش درجهٔ حرارت می‌تواند اثر بسیار مهمی در کاهش مصرف انرژی برای وسایل سرمایشی داشته باشد. این کاهش مصرف به نوبهٔ خود کاهش تولید گرما توسط این وسایل را به دنبال دارد.

### باغستان، ذخیرهٔ ژنتیکی گونه‌های گیاهی
در باغستان سنتی، ژرم پلاسم غنی از بادام، پسته و انگور وجود دارد. این تنوع ژنتیکی در طول صدها سال بوجود آمده است. از این حیث باغستان قزوین، میراث کشاورزی و موزهٔ تنوع زیستی به حساب می‌آید. هم‌اکنون مطالعاتی به خصوص در ارتباط با بادام در مرکز تحقیقات کشاورزی در حال انجام است.

### باغستان سنتی قزوین؛ میراثی تاریخی، فرهنگی، اجتماعی
باغستان علاوه بر تأثیر بسیار مهمی که بر شاخصه‌های محیط زیست داشته و دارد، در طول تاریخ تا به امروز اثر بی‌بدیلی در کیفیت زندگی اجتماعی در شهر قزوین داشته است. هوشمندی گذشتگان ما در مدیریت امکانات محیطی خود به گونه‌ای پایداری را لحاظ کرده است که سیستم مدیریت آن تا به امروز زنده و جاری حفظ شده است. این سیستم مدیریت شامل مدیریت آب، مدیریت نیروی انسانی و مدیریت شهر بوده است و از این رهگذر، هویت ویژه فرهنگی را نه تنها در محیط باغستان بلکه در شهر شکل داده است. به عبارت دیگر روابط انسانی و رفتارهای اجتماعی در قزوین کاملاً متأثر از باغستان بوده است. یکی از نمونه‌های زیبای رفتار اجتماعی در باغستان، نوبت دهی آبیاری بر اساس طومار آب است که قرن‌ها رعایت شده است. هنوز هم باغداران، آبیاری باغات را بر مبنای طوماری که ممهور به مهر حمداله مستوفی است انجام می‌دهند. همین امر باعث شده است تا باغستان سنتی قزوین به‌عنوان میراث ملی به ثبت رسیده و در فهرست ثبت جهانی قرار گیرد. نکته‌ای که بسیار حائز اهمیت است آن است که از دست رفتن باغستان باعث می‌شود این نوع منحصر به فرد از زیستن اجتماعی، در تاریخ گم شود و قزوین هویت منحصر به فرد خویش را از دست بدهد.